# Белхајм
Белхајм (њем. Bellheim) општина је у њемачкој савезној држави Рајна-Палатинат. Једно је од 31 општинског средишта округа Гермерсхајм. Према процјени из 2010. у општини је живјело 8.505 становника. Посједује регионалну шифру (AGS) 7334001.

## Географски и демографски подаци
Белхајм се налази у савезној држави Рајна-Палатинат у округу Гермерсхајм. Општина се налази на надморској висини од 113 метара. Површина општине износи 20,4 km². У самом мјесту је, према процјени из 2010. године, живјело 8.505 становника. Просјечна густина становништва износи 416 становника/km².

## Међународна сарадња
| Мјесто              | Држава    | Врста сарадње | Од    |
| ------------------- | --------- | ------------- | ----- |
| Козмин Вјелкополски | Пољска    | партнерство   | 2003. |
|                     | Француска | партнерство   | 1994. |
| Извор               |           |               |       |